# Ashton Bell
Ashton Bell (7 de dezembro de 1999) é uma jogadora de hóquei no gelo canadense. Ela atua no Minnesota Duluth Bulldogs da NCAA Division I.
Durante o ensino médio, ela jogou pelo Western Wildcats da Manitoba AAA Female Midget Hockey League, ganhando duas vezes o prêmio de jogadora mais valiosa da liga. Em 11 de janeiro de 2022, Bell foi convocada para a equipe do Canadá nos Jogos Olímpicos de Inverno de 2022 em Pequim, que conquistou a medalha de ouro.